# Friedrich von Orsini-Rosenberg
Friedrich Sigismund Adam Ferdinand Johann Nepomuk Carl Borromäus Erasmus, Graf von Orsini und Rosenberg, Freiherr von Lerchenau und Grafenstein, Herr der Herrschaften Sonnegg, Stein, Höhenbergen, Feuersberg, Rechberg (* 3. Juni 1801 in Wien; † 13. März 1887 in Klagenfurt) war ein österreichischer Gutsbesitzer, Offizier und Politiker aus dem Adelsgeschlecht Orsini-Rosenberg.

## Familie
Orsini-Rosenberg war der Sohn von Franz Seraph Reichsfürst von Orsini-Rosenberg (* 18. August 1761; † 11. August 1832) und dessen Ehefrau Maria Karolina geborene Gräfin Khevenhüller-Metsch (* 14. März 1767; † 24. August 1811), Tochter des Grafen Johann Franz Xaver Anton von Khevenhüller-Metsch. Getauft wurde er am Tag seiner Geburt. Er war Bruder von Ferdinand Reichsfürst von Orsini-Rosenberg und Onkel von Heinrich Reichsfürst von Orsini-Rosenberg. Er war römisch-katholischer Konfession und heiratete am 3. November 1839 Johanna Freiin Jöchlinger von Jochenstein zu Pfanberg und Hartenstein (* 1. November 1815; † 5. Januar 1892), Tochter des Felix Freiherr Jöchlinger von Jochenstein, Inhabers der Herrschaften Eichelberg, Tamtschach und Wernberg, und der Anna, Gräfin Batthyány von Nemeth-Ujvar. Aus der Ehe gingen vier Töchter und zwei Söhne hervor.

## Leben
Orsini-Rosenberg erhielt Privatunterricht und besuchte dann die Ingenieursakademie in Wien. 1819 wurde er Unterleutnant, 1821 Oberleutnant, 1823 zweiter Rittmeister und wurde 1826 Kommandant einer Eskadron. Im Jahr 1836 wurde er Major in einem Ulanen-Regiment, bevor er 1839 den Militärdienst quittierte.
Ab 1840 hatte er seinen Wohnsitz im Schloss Maria-Loretto. Er war Erblandhofmeister von Kärnten und ab dem 22. Mai 1844 k.k. wirklicher Kämmerer.
Vom 17. Juli 1848 bis zum 4. März 1849 gehörte er als Stellvertreter von Ferdinand von Egger (der an keiner Sitzung des Landtags teilnahm) dem Provisorischen Kärntner Landtag an. Er ist in der Familiengruft St. Philippen ob Sonnegg begraben.